# 汪光鑫
汪光鑫（？—）籍贯不详，中国人民解放军海军少将。

## 生平
汪光鑫历任中国人民解放军海军东海舰队某快艇支队政委、东海舰队作战支援舰支队政委。2016年，汪光鑫出任中国人民解放军海军旅顺基地政委。2018年1月，任中国人民解放军北部战区海军政治工作部副主任。
2017年1月20日，汪光鑫由海军大校军衔晋升为海军少将军衔。